# Hrvatska kuća u Oltenu
Hrvatska kuća u Oltenu, Švicarska, kulturna ustanova i građevina. Nalazi se u Reiserstrasse 83, 4600 Olten. Sjedište je društvenog, kulturnog i vjerskog života Hrvata s područja misije Solothurna. U njoj se skupljaju molitvene zajednice. U njoj djeluje Hrvatska katolička misija Solothurn i fra Šimun Šito Ćorić. U njoj se održavaju i radni sastanci Hrvatske nastave u Švicarskoj i Hrvatske dopunske škole. Hrvatska kuća podignuta je na inicijativu fra Šimuna Šite Ćorića. Također je na njegovu inicijativu napravljen park s umjetninama koje svjedoče hrvatsku povijest. Umjetnine su u vrtu galerije. U vrtnoj galeriji je nekih desetak umjetnina koji najrječitije govore o hrvatskoj povijesti, među kojima su replike krstionice kneza Višeslava, spomen-obeliska za dvije stotine stradalih hrvatskih vojnika u Švicarskoj za vrijeme Austro-ugarske monarhije (djelo umjetničke radionice Litoglif iz Međugorja, postavljen 18. lipnja 2013., otkrio i blagoslovio biskup Mile Bogović ) te kip „Sv. Franje i vuka“ u stilu hrvatske naivne umjetnosti. 3. prosinca 2016. svečano su otkriveni spomenici kardinalu Alojziju Stepincu i prvom hrvatskom predsjedniku Franji Tuđmanu. Kipovi te dvojice hrvatskih velikana prvi put su izvan granica domovine Hrvatske, podignuti u Švicarskoj. Tuđmanovu skulpturu je otkrio hrvatski veleposlanik u Švicarskoj Aleksandar Heina. Kipove je blagoslovio mons. Nedjeljko Pintarić iz Zagreba. Autori skulptura su hrvatski akademski kipari Anto Jurkić i Tomislav Kršnjavi. Ljevaonica umjetnina Akademije likovnih umjetnosti u Zagrebu odlila je originalne skulpture u bronci. Iz Lučkog je skulpture dovezao Zvonko Knežević, koji je dizajnirao i postavio postolja. Kum postavljanja sklupture kardinala Stepinca je Vinko Sabljo, a kum Tuđmanove sklupture predsjednik Fonda za hrvatske studente u Švicarskoj Zlatko Daidžić. 20. svibnja 2018., povodom obilježavanja tužne 555. obljetnice pada Bosne pod osmansku upravu, u Vrtnoj umjetničkoj galeriji oko Hrvatske kuće otkriven je spomenik Katarini Kotromanić Kosača, posljednjoj bosanskoj kraljici. Spomenik je izrađen u umjetničkoj radionici Duga u Lučkom. Kraljičin lik u boji (G. Bellini, 15. st.), posebnom tehnikom prenesen je na metalnu ploču te ugrađen u mramorni spomenik. Spomenik je blagoslovljen, uz nazočnost švicarskih crkvenih vlasti, a otkrio ga je predsjednik Hrvatskoga svjetskog kongresa Vinko Sabljo.

## Vanjske poveznice
- Hrvatski svjetski kongres Hrvatska kuća u Oltenu 30. lipnja 2018.
- Fenix Magazin Hrvatska kuća u švicarskom Oltenu - spomenik kardinalu Stepincu i predsjedniku Tuđmanu